# Gylfi Einarsson
Gylfi Einarsson (Reykjavík, 27 ottobre 1978) è un ex calciatore islandese, di ruolo centrocampista.

## Carriera

### Club
Einarsson ha iniziato la carriera al Fylkir ma, già nel 2000, è passato ai norvegesi del Lillestrøm. Nel campionato 2004, ha realizzato tredici reti in ventisei incontri. Quando il suo contratto è scaduto, il suo nome è stato avvicinato al Leeds United, che ha atteso fino a gennaio 2005 per ingaggiarlo. Einarsson, che è stato visto come un calciatore sullo stampo di Gary Speed, non è mai diventato un calciatore chiave ad Elland Road. Principalmente, sono stati gli infortuni che lo hanno colpito che non gli hanno permesso di affermarsi al Leeds. Il 6 settembre 2006 ha subito una prima operazione, che lo ha tenuto fuori squadra per circa due mesi. A gennaio 2007, è stato riportato l'interessamento dello Strømsgodset, per il calciatore. Einarsson ha lasciato il Leeds United nell'ultimo giorno della finestra di trasferimento invernale del 2008, quando ha rescisso il contratto. Il 25 gennaio 2008, ha firmato per i campioni in carica del Brann, dopo un breve provino.
Nel 2011 tornò al Fylkir.

### Nazionale
Nel 2000 ha debuttato nell'Islanda, squadra per la quale ha disputato 24 partite, mettendo a segno una rete.
La sua ultima convocazione risale al 2005.